# Krase
Krase (en italien : Crasse ou Marchetti) est une localité de Croatie située en Istrie, dans la municipalité de Svetvinčenat, dans le comitat d'Istrie.